# Kerem Bürsin
Kerem Bürsin (ur. 4 czerwca 1987 w Stambule) – turecki aktor filmowy i teatralny. Znany z roli Ali'ego Smitha w serialu telewizyjnym W sercu miasta oraz Serkana Bolata w Zapukaj do moich drzwi.

## Życiorys

### Wczesne lata
Kerem Bürsin urodził się w Stambule, ale swoje dzieciństwo spędził aż w siedmiu różnych krajach m.in. w Szkocji, Indonezji czy Malezji. W 1999 roku, w wieku 12 lat przeprowadził się razem z rodziną do Sugar Land i uczęszczał do szkoły średniej w Teksasie w Stanach Zjednoczonych. Po ukończeniu szkoły średniej rozpoczął naukę w Emerson College w Bostonie.

### Kariera
Swoją karierę aktorską rozpoczął w 2006 roku występując w filmie Thursday w roli Graussa. W roku 2010 wcielił się w rolę Andy'ego Flynna w amerykańskim filmie Sharktopus.
Popularność przyniosły mu role Kerema i Güneşa Sayera w serialu Güneşi Beklerken, Yiğita Kılıça w Şeref Meselesioraz Alego Smitha w serialu telewizyjnym W sercu miasta, za którą otrzymał nagrodę w kategorii najlepszy aktor w międzynarodowym konkursie Seoul Drama.
W latach 2020–2021 odgrywał główną rolę Serkana Bolat w serialu Sen Çal Kapımı (Zapukaj do moich drzwi) u boku Hande Erçel. Serial zadebiutował 8 lipca 2020 roku na tureckim kanale FOX otrzymując pozytywne recenzje.
23 czerwca 2021 otrzymał nagrodę Golden Wings dla najlepszego aktora roku, a w lipcu tego samego roku nagrodę Dizilah za rolę Serkana w Sen Çal Kapımı.

## Życie prywatne
W latach 2015–2019 był związany z turecką aktorką, Serenay Sarıkayą.
W kwietniu 2021 roku potwierdził swój związek z turecką aktorką i modelką Hande Erçel. Para poznała się na planie serialu Zapukaj do moich drzwi.

## Wybrana filmografia
- 2006: Thursday jako Grauss
- 2007: Strawberry Melancholy jako Travis
- 2010: Sharktopus jako Andy Flynn
- 2013-2014: Güneşi Beklerken jako Kerem Sayer / Güneş Sayer
- 2014: Ulan İstanbul jako Yiğit Kılıç
- 2014: Unutursam Fısılda jako Erhan
- 2014-2015: Smak zemsty (Şeref Meselesi) jako Yiğit Kılıç
- 2017: W sercu miasta (Bu Şehir Arkandan Gelecek) jako Ali Smith
- 2018: Can Feda jako kapitan pilot Onur Keskin
- 2018: Yaşamayanlar jako Dmitry
- 2018: Muhteşem ikili jako Mustafa Kerim Can (MKC)
- 2020: Aynen, aynen jako Deniz
- 2020-2021: Zapukaj do moich drzwi (Sen Çal Kapımı) jako Serkan Bolat
- 2023: Ya Çok Seversen jako Ateş Arcalı